# Triždy voskresšij
Triždy voskresšij (Трижды воскресший) è un film del 1960 diretto da Leonid Iovič Gajdaj.